# Astragalus peckii
Astragalus peckii är en ärtväxtart som beskrevs av Charles Vancouver Piper. Astragalus peckii ingår i släktet vedlar, och familjen ärtväxter. Inga underarter finns listade i Catalogue of Life.